# Спасо-Преображенский монастырь (Бостон)
Спасо-Преображенский монастырь (англ. The Holy Transfiguration Monastery) — православный мужской монастырь в Бруклайне (части Большого Бостона), в округе Норфолк штата Массачусетс, в США.
Является духовным и административным центром старостильной Святой православной церкви Северной Америки («пантелеймониты») и резиденцией её предстоятеля.

## История

### Основание монастыря
Американец греческого происхождения Джон Метропулос (или на греческий манер Иоаннис Митропулос) родился в Детройте 21 июня 1935 года. В 1950-х годах он принял постриг и имя Пантелеимон в русском Пантелеимоновом монастыре на горе Афон и стал учеником старца Иосифа Исихаста, который и поручил ему создать монастырь в США в 1958 году. В 1960—1961 году наказ был исполнен с основанием Спасо-Преображеникого монастыря, в котором участвовал монах Арсений из Нового скита в Кембридже, штат Нью-Йорк. Первоначально монастырь находился в подчинении Нового скита, однако в 1965 году Пантелеимон был рукоположен во священнослужители Иерусалимского патриархата. Монастырь в Бостоне при этом стал метохом афонского монастыря святого Павла.

### Юрисдикция
Монастырь долгое время находился в юрисдикции Русской православной церковью заграницей, однако 8 декабря 1986 года разорвал с ней общение. В дальнейшем выяснилось, что за Преображенским монастырем решили последовать и приверженцы архимандрита Пантелеимона и монастыря — около 25 священников и 8 диаконов (включая духовенство монастыря), с коими около 10-15 греческих и американских общин, которые заявили о своём выходе из РПЦЗ.
В настоящее время монастырь принадлежит к Святой православной церкви Северной Америки, и пользуется юлианским календарем.
Собственную преемственность монастырь возводит к Церкви истинно-православных христиан Греции (синоду Авксентия), возникшей в 1985 году. В 2012 году ряд монашествующих и епископ Димитрий (Кириаку) покинули обитель и примкнули к Церкви истинно-православных христиан Америки — части синода Хризостома. Они обосновались в Вознесенском монастыре в Берсвилле в штате Нью-Йорк.

### Здания монастыря
В 1961 году монастырь приобрел дом в Бостоне, в котором располагался до 1970 года. В 1970 году монастырь приобрел поместье с 19 акрами земли и особняком в шотландском стиле 1881 года постройки, в котором он располагается по сей день. 

## Современность
Богослужения в монастыре совершаются на английском, греческом и церковнославянском языках. Пантелеимон (Метропулос) настаивал на перевод святоотеческих текстов и богослужения на английский. В настоящее время монахи продолжают заниматься переводом и изданием богослужебных текстов.

### Спор об авторских правах
С 2007 года монастырь вел судебное разбирательство с одним из своих бывших монахов, обосновавшимся в Колорадо архиепископом Григорием (Абу-Асалем), об авторских правах на переводы литургических текстов. По мнению монастыря, около 1 тыс. страниц из принадлежащего монастырю перевода были незаконно выложены им на своем сайте. В 2012 году монастырь выиграл процесс.

### Скандал с домогательствами
В 2012 году ряд монахов обвинил бывшего настоятеля монастыря архимандрита Пантелеимона в сексуальных домогательствах. После обнародования информации о домогательствах и раскола внутри монастыря в 2012 году, из 35 монахов в монастыре осталось 12.